# Тијаго Алмада
Тијаго Езекијел Алмада (шп. Thiago Ezequiel Almada; Сијудадела, 26. април 2001) је аргентински фудбалер који тренутно наступа за Ботафого. Игра на позицији офанзивног везног играча.

## Успеси
Аргентина до 20
- Јужноамеричко првенство до 20 година:  2019.[5]

 Аргентина
- Светско првенство (1) :  2022.[6]

Појединачни
- Идеални тим Копа судамерикане: 2020.[7]
- Најбољи дебитант у МЛС лиги: 2022.[8]
- Најбољи млади играч МЛС лиге: 2023.[8]
- Учесник МЛС ол-стар утакмице-: 2023.[8]
- Идеални тим МЛС лиге: 2023.[8]
- Играч месеца у МЛС лиги: фебруар/март 2023.[8]